# Casimiro de Abreu
Casimiro José Marques de Abreu (Casimiro de Abreu, 4 de janeiro de 1839 – Casimiro de Abreu, 18 de outubro de 1860) foi um poeta, dramaturgo, romancista e ensaísta brasileiro, identificado com a segunda geração do romantismo no Brasil. Foi um dos poetas mais populares no Brasil durante o século XIX, conhecido pelo seu lirismo ingênuo, pueril e musical. É o patrono da cadeira número seis da Academia Brasileira de Letras, fundada por Teixeira de Melo.

## Biografia

Igreja de São João, em Barra de São João, onde Casimiro de Abreu foi batizado.

Casimiro nasceu no dia 4 de janeiro de 1839, na cidade que hoje leva o seu nome. Filho do fazendeiro português José Joaquim Marques de Abreu e de Luísa Joaquina das Neves, que não eram oficialmente casados, passou a infância na fazenda da mãe e fez os estudos primários em Nova Friburgo. Em 1852, foi para o Rio de Janeiro com o pai para trabalhar no comércio, e, no ano seguinte, viajou com ele para Portugal.
Em Lisboa, deu início à sua vida literária, publicando ensaios, peças dramáticas e romances em folhetim, com destaque para a peça Camões e o Jau, representada em 1856 com grande sucesso. Em 1857, retornou ao Rio de Janeiro, onde passou a frequentar as rodas literárias da cidade e colaborou com diversos periódicos.
Em 1859, publicou As Primaveras, reunindo toda a sua produção lírica. O livro alcançou grande fama pelo país, não só pelo prestígio do poeta nos círculos literários cariocas, mas também pela atividade de caixeiros-viajantes, que difundiram seus poemas "para fora da Corte, nas províncias mais distantes, inclusive em edições portuguesas não-autorizadas", como conta Vagner Camillo. No ano seguinte, morreu na cidade natal, vítima de tuberculose.

## Obra

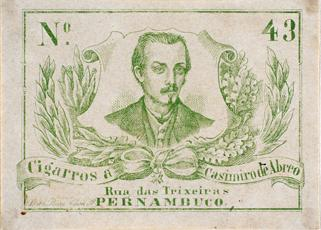
Litografia de Casimiro de Abreu em rótulo de cigarro.

Segundo a Academia Brasileira de Letras, a obra de Casimiro tem como temas principais "a nostalgia da infância, a saudade da terra natal, o gosto da natureza, a religiosidade ingênua, o pressentimento da morte, a exaltação da juventude, a devoção pela pátria e a idealização da mulher amada", sendo "condicionada estreitamente pelo universo do burguês brasileiro da época imperial, das chácaras e jardins (...) onde se caça passarinho quando criança, onde se arma a rede para o devaneio ou se vai namorar quando rapaz", enquadrando-se, assim, na segunda geração do romantismo brasileiro. Segundo Fausto Cunha, "Casimiro de Abreu vinha propor uma linguagem perfeitamente de acordo com o pathos da época (...) de grande maleabilidade, poder de infiltração e virtualidades mnemônicas".
O seu poema mais famoso é Meus oito anos, que, segundo Jean Pierre Chauvin, "está gravado em nossa memória coletiva". Segundo Manuel Bandeira, "ninguém tampouco exprimiu melhor as saudades da infância do que o fez o poeta fluminense nas oitavas dos Meus oito anos".
Oh! Que saudades que tenho

Da aurora da minha vida,

Da minha infância querida

Que os anos não trazem mais!

Que amor, que sonhos, que flores,

Naquelas tardes fagueiras

À sombra das bananeiras,

Debaixo dos laranjais!— Primeira estrofe do poema Meus oito anos, de Casimiro de Abreu.
Outro poema bastante celebrado de Casimiro é A valsa, onde, segundo Jean Pierre Chauvin, "a musicalidade dos salões é exemplarmente retratada".
Quem dera

Que sintas

As dores

De amores

Que louco

Senti!

Quem dera

Que sintas!...

— Não negues,

Não mintas...

— Eu vi!...— Refrão do poema A valsa, de Casimiro de Abreu.
Apesar de todo o seu prestígio, a obra de Casimiro é bastante criticada por conta do seu lirismo simples e pueril. Segundo Bandeira, "formou-se em torno de Casimiro de Abreu um juízo de todo injusto, a que infelizmente deu força a opinião de nomes prestigiosos". O professor Massaud Moisés, por exemplo, utilizou o poeta como exemplo da má qualidade geral da poesia lírica, classificando-o como "poeta sem problema, ou de problema visível e equacionável", que "somente atinge as camadas líricas mais imediatas, centrado numa egolatria ou num transe moral próprio da adolescência".
Ainda assim, a maioria dos críticos concorda com o alto valor da sua obra, sendo que Massaud Moisés reconhece que "o poeta brasileiro escreveu poemas de maior ressonância lírica", a exemplo de Amor e Medo, provavelmente o seu poema mais celebrado entre críticos.
Quando eu te fujo e me desvio cauto

Da luz de fogo que te cerca, oh! bela,

Contigo dizes, suspirando amores:

“— Meu Deus! que gelo, que frieza aquela!”

Como te enganas! meu amor é chama

Que se alimenta no voraz segredo,

E se te fujo é que te adoro louco...

És bela — eu moço; tens amor — eu medo!...— As duas primeiras estrofes do poema Amor e Medo, de Casimiro de Abreu.

### Publicações
- Camões e o Jau, teatro (1856).
- As Primaveras, poesia (1859).